# Indonesisk gøgedue
Indonesisk gøgedue (latin: Macropygia emiliana) er en dueart, der lever i Indonesien.